# یارد مربع
یارد مربع یکی از یکاهای مساحت در دستگاه امپراتوری/دستگاه آمریکایی (غیر متریک) است که در گذشته در بیشتر کشورهای انگلیسی‌زبان استفاده می‌شود اما امروزه معمولاً در خارج از ایالات متحده، کانادا و بریتانیا، به جای آن از متر مربع استفاده می‌شود. هر یارد مربع به صورت مساحت مربعی به ضلع یک یارد تعریف می‌شود که در آن طول هر یارد برابر سه پا، ۳۶ اینچ یا ۰٫۹۱۶۴۴ متر است.

## نمادها
هیچ نشانی که بر روی آن توافق جهانی باشد برای یارد وجود ندارد، اما نمادهای زیر به کار می‌روند:
- square yards, square yard, square yds, square yd
- sq yards, sq yard, sq yds, sq yd, sq.yd.
- yards/-2, yard/-2, yds/-2, yd/-2
- yards^2, yard^2, yds^2, yd^2
- yards², yard², yds², yd²

## تبدیل
هر یارد مربع برابر است با:
- ۱٬۲۹۶ اینچ مربع
- نه فوت مربع
- ≈۰٫۰۰۰۲۰۶۶۱۱۵۷ جریب
- ≈۰٫۰۰۰۰۰۰۳۲۲۸۳۰۵۷۹ مایل مربع
- ۸۳۶ ۱۲۷٫۳۶ میلی‌متر مربع
- ۸ ۳۶۱٫۲۷۳۶ سانتی‌متر مربع
- ۰٫۸۳۶۱۲۷۳۶ متر مربع
- ۰٫۰۰۰۰۰۰۸۳۶۱۲۷۳۶ کیلومتر مربع